# トゥルー・ラブ・ウェイツ
トゥルー・ラブ・ウェイツ（True Love Waits）は、1993年4月に設立された、国際的な純潔運動団体。日本にも支部がある。

## 概要
誓いを立てた者は集会中にコミットメントカード（誓いのカード）に自分の氏名を明記して提出する。
最近ではネット上でも運動を展開し、ウェブ上から誓いのカードを提出することが可能である。
その他ウェディングドレスを着て純潔を誓うデモ行進が有名。
また芸能界では歌手のジェシカ・シンプソンが幼少時にメンバーだったことでも知られている。